# هدرسفيلد تاون
رابطة هدرسفيلد تاون لكرة القدم (بالإنجليزية: Huddersfield Town Association Football Club)‏، نادي كرة قدم إنجليزي يقع في هدرسفيلد في غرب يوركشاير، تأسس في 1908، يلعب في الدوري الإنجليزي الدرجة الأولى.
حقق هدرسفيلد تاون بطولة الدوري الإنجليزي لكرة القدم 3 مرات متتالية أعوام 1924 و1925 و1926 كما أحرز بطولة كأس إنجلترا مرة واحدة عام 1922. وفي عام 2017 تأهل لمنافسات الدوري الإنجليزي الممتاز للمرة الأولى في تاریخه بعدما تغلب على نادي ريدينغ بركلات الترجيح وبنتيجة 4-3 ضمن المباراة النهائية الفاصلة المؤهلة للدوري الإنجليزي الممتاز.

## الإنجازات

### الدوري
الدوري الإنجليزي الدرجة الأولى/الدوري الإنجليزي الممتاز
- البطل (3 مرات): 1923–24, 1924–25, 1925–26
- الوصيف (3 مرات): 1926–27, 1927–28, 1933–34
- الثالث (3 مرات): 1922–23, 1935–36, 1953–54

الدوري الإنجليزي الدرجة الأولى/دوري البطولة الإنجليزية
- البطل (مرة): 1969–70
- الوصيف (مرتين): 1919–20, 1952–53
- التصفيات التأهيلية (مرة): 2017

الدوري الدرجة الثالثة/الدوري الإنجليزي الدرجة الأولى
- تأهل (مرة): 1982–83
- فاز بالتصفيات التأهيلية (مرتين): 1995, 2012
- وصل للتصفيات التأهيلية (مرة): 2011
- وصل لنصف نهائي التصفيات التأهيلية (4 مرات): 1992, 2002, 2006, 2010

الدوري الدرجة الرابعة/الدوري الإنجليزي الدرجة الثانية
- البطل (مرة): 1979–80
- فاز بالتصفيات التأهيلية (مرة): 2004

### الكؤوس
كأس الاتحاد الإنجليزي
- البطل (مرة): 1922
- الوصيف (4 مرات): 1920, 1928, 1930, 1938
- نصف النهائي (مرتين): 1929, 1939

كأس الرابطة المحترفة
- نصف النهائي (مرة): 1968

درع الاتحاد الإنجليزي
- البطل (مرة): 1922
- لم تلعب (3 مرات): 1924 (نيوكاسل يونايتد), 1925 (شيفيلد يونايتد), 1926 (بولتون نادرز).

كأس الدوري الإنجليزي
- الوصيف (مرة):: 1994
- نصف النهائي (مرتين):: 2002, 2011

كأس يوركشاير
- البطل (مرة): 1994–95

## وصلات خارجية
- الموقع الرسمي (بالإنجليزية)